# Tom Hooper
Tom Hooper (født 1. oktober 1972) er en britisk filminstruktør.
Hooper begyndte sin karriere som reklameregissør, før han gik over til fjernsyn hvor han arbejdede med på serier som EastEnders og Cold Feet. Han filmdebuterede med Red Dust (2004), og fulgte op med Elizabeth I (2005). Etter TV-filmen Longford (2006) og TV-serien John Adams (2008), instruerede han filmen The Damned United (2009), baseret på bogen af samme navn skrevet af David Peace om Brian Cloughs tid som manager i Leeds United A.F.C..
I 2010 instruerede han den kritikerroste film Kongens store tale, som gav ham Oscar for bedste instruktør.
I 2012 instruerede han musicalfilmen Les Misérables, som blev nomineret til otte Oscar, blandt andet bedste film.